# Condado de Butler (Alabama)
O Condado de Butler é um dos 67 condados do estado norte-americano do Alabama. De acordo com o censo de 2022, sua população é de 18.650 habitantes. A sede de condado e sua maior cidade é Greenville. O condado foi fundado em 1819 e o seu nome é uma homenagem ao capitão William Butler (1759–1818), que lutou na Guerra Creek, e foi assassinado em maio de 1818.

## História
O condado surgiu do desmembramento dos condados de Conecuh e Monroe, após uma lei aprovada em 13 de Dezembro de 1819 pela legislatura, durante uma sessão em Huntsville, na primeira sessão de legislatura do Alabama como um estado. Originalmente foi proposto o nome de Fairfield, porém o mesmo foi alterado em honra ao capitão Butler.
A data precisa do primeiro assentamento é incerta. Alguns tomam por 1814, porém é mais certeiro afirmar que seu primeiro colono foi James K. Benson, que se estabeleceu em Flat em 1815, onde construiu uma casa de troncos próximo ao local da Igreja Metodista de Pine Flat. A ele se seguiram William Ogly e John Dickerson, juntamente com suas famílias, instalando-se na Estrada Federal, uns 5km ao sul de onde se levantara o Forte Dale. No outono de 1816, um grupo da Geórgia se fixou em Pine Flat e, um ano após, outro grupo se moveu para Fort Dale.

## Geografia
De acordo com o censo, sua área total é de 2.020 km², sendo destes 2.010 km² de terra e 3 km² de água. Encontra-se localizado na região da Planície do Golfo. 

### Condados adjacentes
- Condado de Lowndes, norte
- Condado de Crenshaw, leste
- Condado de Covington, sudeste
- Condado de Conecuh, sudoeste
- Condado de Monroe, oeste
- Condado de Wilcox, noroeste

## Transportes

### Principais rodovias
- Interstate 65
- U.S. Highway 31
- State Route 10
- State Route 106
- State Route 185
- State Route 245
- State Route 263

## Demografia
De acordo com o censo de 2022:
- População total: 18.650 habitantes
- Densidade: 9,5 hab/km²
- Residências: 9.887
- Famílias: 6.531
- Composição da população:
  - Brancos: 51,8%
  - Negros: 45,1%
  - Nativos americanos e do Alaska: 0,4%
  - Asiáticos: 1,4%
  - Duas ou mais raças: 1,3%
  - Hispânicos ou latinos: 1,7%

## Comunidades

### Cidades
- Greenville (sede)

### Vilas
- Georgiana
- McKenzie

### Comunidades não-incorporadas
- Bolling
- Chapman
- Forest Home
- Garland
- Industry
- Pine Flat
- Saucer
- Spring Hill
- Wald

## Pessoas notáveis
- Earnie Shavers, boxeador
- Hank Williams, cantor de country[4]
- Hilary A. Herbert, Secretário da Marinha sob a presidência de Grover Cleveland
- Janie Shores, juíza da Suprema Corte do Alabama
- William Lee, político, juiz e oficial da milícia americana
- William Butler, miliciano na Guerra Creek